# Liu Xianying
Liu Xianying (chiń. 刘显英, Liú Xiǎnyīng; ur. 8 lipca 1977 w Jilin) – chińska biathlonistka, srebrna medalistka mistrzostw świata.

## Kariera
Liu zaczęła trenować biathlon w 1991 roku. Pięć lat później dołączyła do chińskiej kadry. W Pucharze Świata zadebiutowała 8 marca 1997 roku w Nozawa Onsen, zajmując 48. miejsce w sprincie. Pierwsze punkty wywalczyła 15 stycznia 1998 roku w Anterselvie, gdzie zajęła 25. miejsce w biegu indywidualnym. Pierwszy raz na podium zawodów pucharowych stanęła 16 stycznia 2005 roku w Ruhpolding, gdzie rywalizację w biegu pościgowym zakończyła na drugiej pozycji. W zawodach tych rozdzieliła Rosjankę Olgę Pylową i Lindę Grubben z Norwegii. W kolejnych startach jeszcze trzy razy stawała na podium: 12 lutego 2005 r. w Anterselvie była trzecia w sprincie, 6 marca 2005 r. w Hochfilzen była druga w biegu pościgowym, a 15 marca 2008 r. w Oslo w tej samej konkurencji była trzecia. Najlepsze wyniki osiągnęła w sezonie 2004/2005, kiedy zajęła szóste miejsce w klasyfikacji generalnej.
Podczas mistrzostw świata w Hochfilzen w 2005 roku zdobyła srebrny medal w biegu pościgowym. Uplasowała się tam między Niemką Uschi Disl i Rosjanką Olgą Zajcewą. Był to pierwszy w historii medal dla Chin w tej konkurencji. Na tej samej imprezie była też czwarta w biegu masowym, przegrywając walkę o medal z Olgą Pylową o 4,3 sekundy. Ponadto wielokrotnie zdobywała medale igrzysk azjatyckich, w tym złote: w sztafecie na IA w Aomori (2003) oraz sprincie, biegu indywidualnym i sztafecie podczas IA w Changchun (2007).
W 1998 roku wystartowała na igrzyskach olimpijskich w Nagano, gdzie w swoim jedynym starcie była siódma w sztafecie. Podczas 
igrzysk w Salt Lake City w 2002 roku, zajęła 17. miejsce w biegu indywidualnym, 42. w sprincie i 13. w sztafecie. Na rozgrywanych cztery lata później igrzyskach olimpijskich w Turynie plasowała się między innymi na siódmej pozycji w biegu masowym oraz dziewiątej w sztafecie i biegu pościgowym. Brała też udział w igrzyskach w Vancouver w 2010 r., gdzie zajęła 20. miejsce w biegu indywidualnym, 51. w sprincie, 30. w biegu pościgowym i 9. w sztafecie.

## Osiągnięcia

### Igrzyska olimpijskie
| Rok  | Miejscowość    | Konkurencje | Konkurencje | Konkurencje | Konkurencje | Konkurencje | Konkurencje | Konkurencje |
| Rok  | Miejscowość    | IN          | SP          | PU          | MS          | RL          | MR          | SR          |
| ---- | -------------- | ----------- | ----------- | ----------- | ----------- | ----------- | ----------- | ----------- |
| 1998 | Nagano         | –           | –           | nd.         | nd.         | 7.          | nd.         | –           |
| 2002 | Salt Lake City | 17.         | 42.         | DNS         | nd.         | 13.         | nd.         | –           |
| 2006 | Turyn          | 23.         | 11.         | 9.          | 7.          | 9.          | nd.         | –           |
| 2010 | Vancouver      | 20.         | 51.         | 30.         | –           | 9.          | nd.         | –           |

### Mistrzostwa świata
| Rok  | Miejscowość     | Konkurencje | Konkurencje | Konkurencje | Konkurencje | Konkurencje | Konkurencje | Konkurencje |
| Rok  | Miejscowość     | IN          | SP          | PU          | MS          | RL          | MR          | SR          |
| ---- | --------------- | ----------- | ----------- | ----------- | ----------- | ----------- | ----------- | ----------- |
| 2000 | Oslo/Lahti      | 45.         | 36.         | 37.         | –           | DNF         | nd.         | –           |
| 2001 | Pokljuka        | 64.         | 26.         | 17.         | –           | 10.         | nd.         | –           |
| 2003 | Chanty-Mansyjsk | 34.         | 16.         | 22.         | 24.         | 9.          | nd.         | –           |
| 2004 | Oberhof         | 16.         | 30.         | 18.         | 15.         | 11.         | nd.         | –           |
| 2005 | Hochfilzen      | 17.         | 5.          | 2.          | 4.          | 11.         | nd.         | –           |
| 2007 | Anterselva      | 27.         | –           | –           | –           | 6.          | –           | –           |
| 2008 | Östersund       | 16.         | 18.         | 29.         | 7.          | 14.         | –           | –           |
| 2009 | Pjongczang      | 41.         | 13.         | 29.         | 18.         | 7.          | 14.         | –           |

### Puchar Świata

#### Miejsca w klasyfikacji generalnej
| Sezon     | Miejsce |
| --------- | ------- |
| 1996/1997 | -       |
| 1997/1998 | 80.     |
| 1999/2000 | 71.     |
| 2000/2001 | 54.     |
| 2001/2002 | 52.     |
| 2002/2003 | 47.     |
| 2003/2004 | 16.     |
| 2004/2005 | 6.      |
| 2005/2006 | 19.     |
| 2006/2007 | 25.     |
| 2007/2008 | 19.     |
| 2008/2009 | 15.     |
| 2009/2010 | 57.     |

### Miejsca na podium
| Lp. | Dzień       | Rok  | Miejscowość | Konkurencja             | Lokata | Pudła   | Czas biegu | Strata | Zwycięzca          |
| --- | ----------- | ---- | ----------- | ----------------------- | ------ | ------- | ---------- | ------ | ------------------ |
| 1.  | 16 stycznia | 2005 | Ruhpolding  | Bieg pościgowy na 10 km | 2.     | 0+0+0+0 | 33:18,3    | +1,3   | Olga Pylowa        |
| 2.  | 12 lutego   | 2005 | Anterselva  | Sprint na 7,5 km        | 3.     | 0+0     | 26:35,3    | +25,8  | Kati Wilhelm       |
| 3.  | 6 marca     | 2005 | Hochfilzen  | Bieg pościgowy na 10 km | 2.     | 0+1+1+2 | 33:50,4    | +17,9  | Uschi Disl         |
| 4.  | 15 marca    | 2008 | Oslo        | Bieg pościgowy na 10 km | 3.     | 0+1+0+0 | 33:49,32   | +47,8  | Swietłana Slepcowa |